# Zoque
Zoque (Zoq), indijanski narod iz meksičkog Chiapasa, susjednog Tabasca i najistočnije Oaxace. Pleme je klasificirano, prema Masonu i Johnsonu, u porodicu Mizocuavean koja je uz Mixe i Zoque obuhvaćala i grupu Huave. Danas se Zoque klasificiraju u porodicu Mixe-Zoquean, govore 5 raznih zoque jezika. Grupa u Tabascu poznata je kao Ayapanec ili Zoque de Ayapanec. – Lingvistička istraživanja, Prema Kauffmanu i Campbell-u, upućuju na to da su Mixe-Zoque plemena olmečkog porijekla . 
Kada su Španjolci došli u kontakt s ovim plemenom oni su bili ljudožderi. Danas su kršćani i ima ih preko 25,000.
- Glavni grad Chiapasa, Tuxtla Gutierrez,  bilo je njihovo naselje poznato kao Coyatoc ('zemlja zečeva'). Invazijom Asteka između 1486. i 1505. naselje dobiva astečki naziv Tochtlan, u istom značenju. Španjolci su astečki prevedeni naziv iskrivili u Tuxtla. Nastavak Gutierrez grad dobiva 1848. po Joaquín Miguel Gutiérrez-u.

## Kultura
Zoque su agrikulturan narod koji se bavi uzgojem kukuruza, graha i 'squasha'. Glavna im je poljoprivredna alatka štap za kopanje. Polja čiste i održavaju paljenjem. Kuće su im rađene od ćerpiča. 

## Vanjske poveznice
- Zoque Indians
- Zoques  Arhivirana inačica izvorne stranice od 7. lipnja 2007. (Wayback Machine)